# Camp de tir amb arc
El tir amb arc és un esport que consisteix a disparar fletxes el més a prop possible del centre de la diana.

## Disciplines
- Tir amb arc a l'aire lliure
- Tir amb arc a Sala
- Tir amb arc de Camp
- Tir amb arc 3D

### Divisions
Les divisions defineixen els tipus d'arcs que són elegibles en cadascuna i amb el qual l'esportista participa en les diferents competicions, i en funció de la disciplina la
FCTA reconeix les següents:
Per a la disciplina de Tir amb arc a l'Aire Lliure es reconeixen les divisions següents:
- Recurs (WA)
- Compost (WA)
- Nu (WA)
- Instintiu (RFETA)
- Longbow (RFETA)

Per a la disciplina de Tir amb arc a Sala es reconeixen les divisions següents:
- Recurs (WA)
- Compost (WA)
- Nu (WA)
- Instintiu (RFETA)
- Longbow (RFETA)

Per a la disciplina de Tir amb arc de Camp es reconeixen les divisions següents:
- Recurs (WA)
- Compost (WA)
- Nu (WA)
- Instintiu (WA)
- Longbow (WA)

Per a la disciplina de Tir amb arc en 3D es reconeixen les divisions següents:
- Compost (WA)
- Nu (WA)
- Instintiu (WA)
- Longbow (WA)

## Temporada
Període en què la llicència expedida per la FCTA té validesa, no coincidint amb any natural, actualment comprèn des de l'1 d'octubre d'un any fins al 30 de setembre del següent any.
Lliga Catalana
La lliga catalana vindrà composta per diferents tornejos que se celebraran dins de la
mateixa temporada, al començament de la temporada s'emetrà circular indicant el nombre de tornejos, així com les dates de celebració d'aquests. Els tornejos se celebraran a seu única dins del territori català perquè tots els esportistes competeixin en igualtat de condicions. La nomenclatura d'aquests serà la següent:
- Temporada de tardor/hivern.
1 - Torneig d'hivern de Sala Temporada 20xx.
2 - Torneig d'hivern de Sala Temporada 20xx.
- Temporada de primavera/estiu
1 - Torneig d'estiu d'Aire Lliure 20xx.
2 - Torneig d'estiu d'Aire Lliure 20xx.

### Torneig
És el nom que té cadascuna de les competicions que componen la Lliga Catalana.

### Puntuació
Els participants en cada torneig rebran la següent puntuació determinada per la seva posició final dins de la classificació per divisió i classe:
- 1r classificat: 11 punts
- 2 classificat: 9 punts
- 3 classificat: 8 punts
- 4 classificat: 7 punts
- 5 classificat: 6 punts
- 6 classificat: 5 punts
- 7 classificat: 4 punts
- 8 classificat: 3 punts
- 9 classificat: 2 punts
- 10 classificat: 1 punt

Categoria
Definim Classe a la manera d'enquadrar un esportista sobre la seva edat i sexe. Per
aconseguir una màxima participació i nivell de competició als diferents tornejos i
competicions es defineixen les següents edats:
- Menors de catorze anys
Un esportista serà elegible per a aquesta classe si la competició en què participa té lloc fins a la temporada del seu catorzè (14) aniversari.
- Cadet
Un esportista serà elegible per a aquesta classe si la competició en què participa té lloc fins, a la temporada, del seu dissetè (17) aniversari.
- Júnior
Un esportista serà elegible per a aquesta classe si la competició en què participa
té lloc fins i tot, o la temporada del seu vint (20) aniversari. Els júniors tiren sobre les mateixes distàncies que en categoria sènior, tant a l'aire lliure com a sala.
- Sènior
La resta d'esportistes estaran englobats a la classe SÈNIOR, és a dir des de la temporada que compleix el seu vint-i-unè aniversari (21).
Per a arc adaptat, les classes seran les reconegudes per WA al seu llibre 3, capítol 21.
Un/a esportista d'arc adaptat podrà participar en aquesta classe sempre que disposi de la targeta de classificació corresponent i que pugui exhibir els jutges quan passi la inspecció de material abans o durant la competició. (Nota: només per a les disciplines d'aire lliure i sala)